# Куршский залив

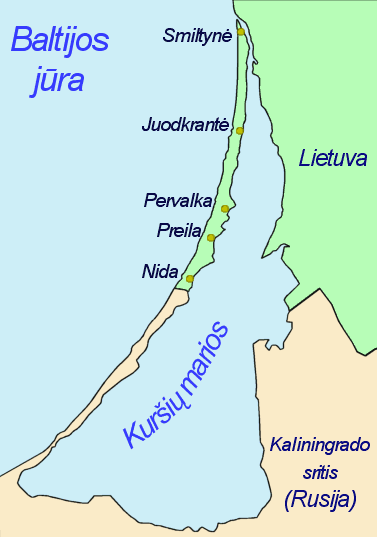
Карта-схема Куршского залива (Kuršių marios)

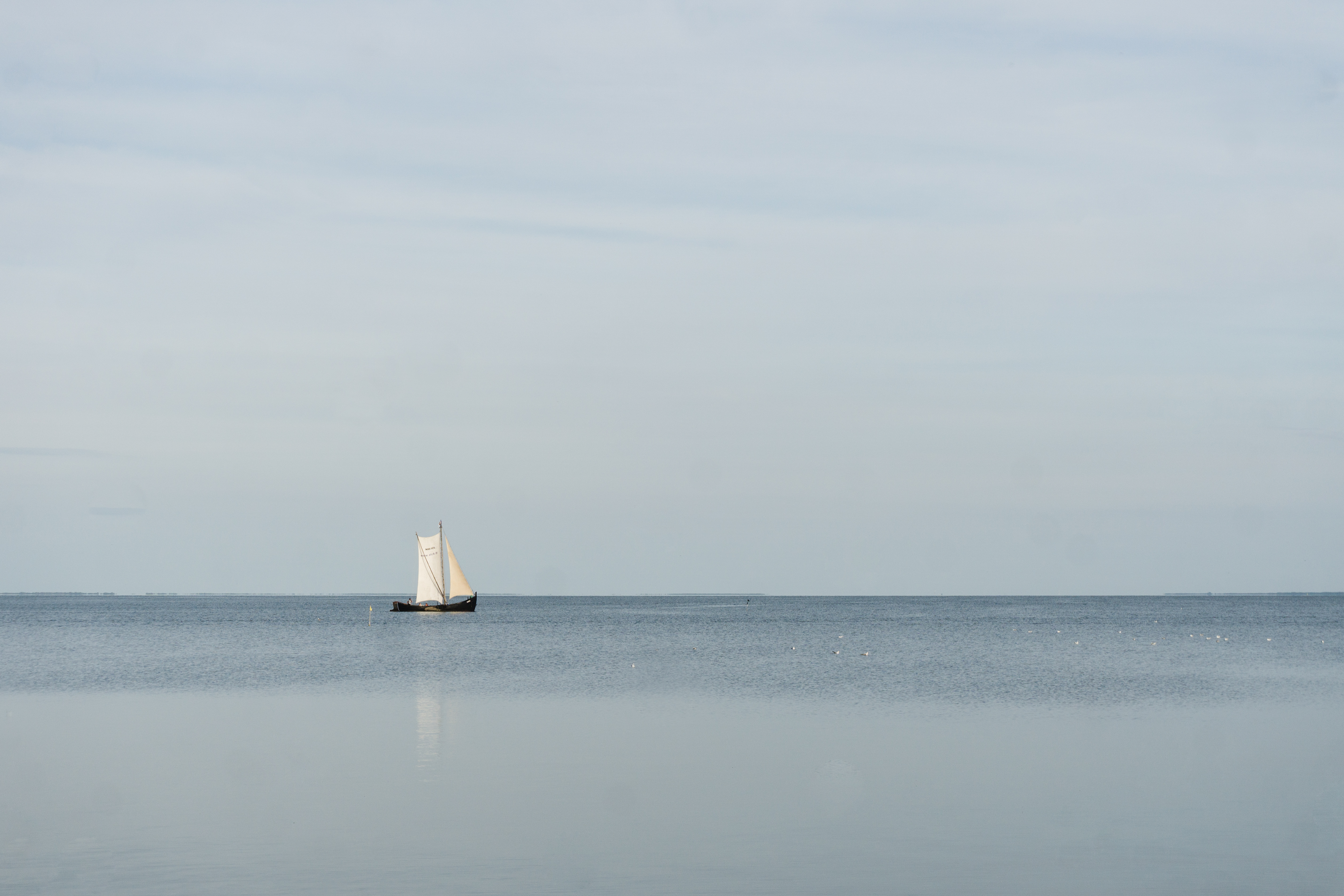
Парусная лодка в Куршском заливе

Ку́ршский зали́в (лит. Kuršių marios) — лагуна Балтийского моря площадью 1610 км². Отделяется от моря Куршской косой. Пролив, соединяющий залив и море, расположен около литовского города Клайпеда. Акватория залива разделена между Литвой и Калининградской областью России, по акватории залива проходит граница Калининградской области. Бо́льшая часть акватории (1,2 тыс. км² из 1,6 тыс. км²) относится к России, 415 км² северной части залива принадлежит Литве. Объём залива — 6,2 км³. Залив очень мелководен — средняя его глубина равна 3,7 м. Наиболее узкая и мелководная часть залива — северная, где глубины не превышают 2 м. К югу от линии «устье Немана — Нида» расположена большая часть залива с глубиной более 4 м. Самым глубоким является участок к юго-востоку от посёлка Рыбачий (Rossitten), где отмечены глубины 5,5-6,0 м.
В залив впадает много рек, крупнейшая из них — Неман. Общий годовой сток рек в залив составляет 25,1 км³, из них на Неман приходится 21,0 км³. С осадками залив ежегодно получает 1,0 км³, с испарением теряет 0,5 км³. Таким образом, ежегодно объём получаемой заливом воды превышает его собственный объём в четыре раза, а уровень залива превышает уровень моря на 12-15 см. Разница объёма воды через пролив вытекает в море. Поэтому вода в заливе практически пресная (солёность воды не превышает 8 промилле).
Берега залива (кроме Куршской косы) низменные, в Славском районе Калининградской области берега расположены ниже уровня залива и отгорожены от него дамбами, образуя польдеры.
Залив богат рыбой. В состав ихтиофауны залива входят 53 вида рыб из 18 семейств. Можно выделить четыре экологических группы промысловых видов рыбообразных и рыб: проходные (минога речная, минога морская, балтийский осётр, финта, лосось, кумжа, сиг, корюшка, рыбец, угорь), общепресноводные (снеток, щука, лещ, уклея, жерех, густера, карась серебряный, карась золотой, сазан, язь, плотва, краснопёрка, линь, сом, налим, ёрш, окунь, судак), морские (шпрот, треска, камбала речная), речные (голавль, подуст, усач).
Множество (140 тыс. особей) водоплавающей птицы: различные виды гусей, уток и лысуха, охота на которых особо популярна в Калининградской области. Ежегодно отстреливается до 40 тыс. особей.

## Топографические карты
- Лист карты N-34-IV Клайпеда. Масштаб: 1 : 200 000.
- Лист карты N-34-IX Калининград. Масштаб: 1 : 200 000. Состояние местности на 1984 год. Издание 1988 г.
- Лист карты N-34-X Советск. Масштаб: 1 : 200 000. Состояние местности на 1984 год. Издание 1988 г.